# Kevin Alvear
Kevin Alvear (Magangué, Bolívar, Colombia; 23 de noviembre de 1991) es un futbolista colombiano. Juega de delantero.

## Clubes y estadísticas
| Club                   | País     | Año         |
| ---------------------- | -------- | ----------- |
| Atlético de la Sabana  | Colombia | 2010        |
| Uniautónoma            | Colombia | 2011        |
| Sucre Fútbol Club      | Colombia | 2012        |
| Jaguares de Córdoba    | Colombia | 2013 - 2014 |
| Valledupar Fútbol Club | Colombia | 2015        |

## Palmarés

### Torneo Nacionales
| Título    | Equipo              | País     | Año  |
| --------- | ------------------- | -------- | ---- |
| Primera B | Jaguares de Córdoba | Colombia | 2014 |